# Dunkelgrünes Weidenröschen
Das Dunkelgrüne Weidenröschen (Epilobium obscurum) ist eine Pflanzenart aus der Gattung Weidenröschen (Epilobium) innerhalb der Familie der Nachtkerzengewächse (Onagraceae).

## Beschreibung

### Vegetative Merkmale
Das Dunkelgrüne Weidenröschen ist eine ausdauernde, krautige Pflanze und erreicht Wuchshöhen von 30 bis 60, selten 20 bis 100 Zentimetern. Es besitzt ein kriechendes Rhizom. Zur Blütezeit hat es lange, dünne, oberirdische Ausläufer. Die Stängel sind, steif aufrecht oder bogig aufsteigend, kantig mit zwei bis vier wenig erhabenen Längsleisten und leicht zusammendrückbar. Die Stängelbasis ist kahl, oben ist der Stängel fein kraus behaart.
Die bis zum Blütenstand hinauf gegenständig angeordneten Laubblätter sind sitzend oder kurz gestielt. Die einfache Blattspreite ist 4 bis 8 Zentimeter lang, 8 bis 18 Millimeter breit und länglich bis eiförmig. Der Blattrand ist entfernt gezähnt, die Spreite matt-dunkelgrün. Blattrand und die Hauptnerven auf der Unterseite sind anliegend behaart.

### Generative Merkmale
Die Blütezeit reicht von Juni bis September. Die zwittrigen Blüten sind radiärsymmetrisch, vierzählig und haben eine lange Röhre. Im jungen Stadium sind die Blüten nickend. Der Achsenbecher ist dicht anliegend behaart, auf den Flächen stehen vereinzelt abstehende Drüsenhaare. Die Krone ist trichterförmig, die Kronblätter sind 4 bis 7 mm lang und scharf eingeschnitten, ihre Farbe ist trüb rotlila. Der aufrechte Griffel endet in einer schmal-keuligen Narbe.
Der Fruchtstiel ist 1 bis 2 Zentimeter lang. Die 5 bis 6 Zentimeter lange Kapselfrucht ist dicht anliegend behaart. Die Samen sind etwa 1 mm lang, verkehrt-eiförmig und tragen an der Spitze kein Anhängsel. Die Samenschale ist dicht papillös und aschgrau.
Die Chromosomenzahl beträgt 2n = 36.

## Vorkommen
Das Dunkelgrüne Weidenröschen kommt von Makaronesien und dem nordwestlichen Afrika und weite Teile Europas bis zur Türkei vor. In Nordamerika, Chile, Australien und Neuseeland ist es ein Neophyt.
Das Dunkelgrüne Weidenröschen kommt in Mitteleuropa zerstreut vor, vorwiegend im südlichen Bereich. In Österreich gilt es als gefährdet, in Südtirol ist es ausgestorben. In Deutschland ist es nicht gefährdet. 
Es wächst in feuchten Wäldern, häufig an Bächen oder Gräben mit fließendem Wasser, auf Moor- und Torfwiesen. Es gedeiht am besten auf sickerfeuchten bis nassen, nährstoffreichen und meist kalkarmen Ton- und Lehmböden. Es steigt bis in die montane Höhenstufe, im Bayerischen Wald bis in eine Höhenlage von 1050 Meter vor. Auf der Iberischen Halbinsel steigt es bis 2500 Meter auf.
Die ökologischen Zeigerwerte nach Landolt et al. 2010 sind in der Schweiz: Feuchtezahl F = 4w (sehr feucht aber mäßig wechselnd), Lichtzahl L = 3 (halbschattig), Reaktionszahl R = 3 (schwach sauer bis neutral), Temperaturzahl T = 3+ (unter-montan und ober-kollin), Nährstoffzahl N = 3 (mäßig nährstoffarm bis mäßig nährstoffreich), Kontinentalitätszahl K = 2 (subozeanisch).
Pflanzensoziologisch ist es in Mitteleuropa eine Art der Verbände Cardamino-Montion und des Magno-Caricion elatae, kommt aber auch in Pflanzengesellschaften der Verbände Calthion oder Aegopodion vor.

## Taxonomie
Die Erstveröffentlichung von Epilobium obscurum erfolgte 1771 durch Johann Christian Daniel von Schreber in Spicilegium Florae Lipsicae, S. 167-148, 155. Synonyme für Epilobium obscurum Schreb. sind: Epilobium tetragonum subsp. obscurum (Schreb.) Hook. f., Epilobium virgatum Fr. non  Lam., Epilobium tetragonum subsp. gillotii H.Lév.

## Belege
- Siegmund Seybold (Hrsg.): Schmeil-Fitschen interaktiv. CD-ROM, Version 1.1. Quelle & Meyer, Wiebelsheim 2002, ISBN 3-494-01327-6.
- Manfred A. Fischer, Karl Oswald, Wolfgang Adler: Exkursionsflora für Österreich, Liechtenstein und Südtirol. 3., verbesserte Auflage. Land Oberösterreich, Biologiezentrum der Oberösterreichischen Landesmuseen, Linz 2008, ISBN 978-3-85474-187-9.